# Władysław Bocheński
Władysław Piotr Bocheński (ur. 29 czerwca 1902 w Rudzie Pabianickiej, zm. 21 listopada 1997 w Warszawie) – polski redaktor, teozof, duchowny Kościoła liberalnokatolickiego  i wolnomularz. Mistrz 33. stopnia Rytu Szkocki Dawnego i Uznanego.

## Życiorys
W młodości pracował w Zakładach Włókienniczych Scheibler i Grohmann SA w Łodzi.  Od 1922 był działaczem Polskiego Towarzystwa Teozoficznego, a od 1926 – subdiakonem, zaś od 1927 – kapłanem Liberalnego Kościoła. Był jednym z ostatnich duchownych tego kościoła w Polsce. W latach 1924–1927 był pracownikiem cywilnym Biura Personalnego Ministerstwa Spraw Wojskowych, w latach 1927–1928 redaktor dwutygodnika „Robotnik i Chłop”, a następnie w okresie od 1927 do 1939 pracownik cywilny Generalnego Inspektoratu Sił Zbrojnych. W 1939, przed II wojną światową pracował w Archiwum Wojskowym w Warszawie. Po jej wybuchu wraz z majorem Bolesławem Waligórą, odpowiadał za inwentaryzację oraz ewakuację archiwum do Rumunii, gdzie przebywał do końca wojny.
Po wojnie powrócił do Polski, gdzie pracował jako redaktor miesięcznika „Wiedza i Życie”, a następnie był redaktorem technicznym i kierownikiem działu Wydawnictwa Technicznego. W latach 1952–1956 był więźniem politycznym okresu stalinowskiego.

### Wolnomularstwo
Był bliskim współpracownikiem Michała Tokarzewskiego-Karaszewicza. W 1926 został członkiem loży „Orzeł Biały” Międzynarodowego Mieszanego Zakonu Wolnomularskiego „Le Droit Humain” w Warszawie. W 1930 został członkiem i współzałożycielem loży „Radosna Przyszłość” w Łodzi, uzyskując 33. stopień wtajemniczenia. Należał także do kapituły „Róży i Krzyża” oraz Kapituły Królewskiego Sklepienia „Royal Arch” w Warszawie. W 1933 był reprezentantem Jurysdykcji Polskiej na Konwencie Międzynarodowym „Le Droit Humain” w Paryżu. W powołanej w 1933 i współorganizowanej przez niego i Tokarzewskiego-Karaszewicza Federacji Polskiej, został jej szefem–namiestnikiem. W 1934 jako adept 33. stopnia został mianowany członkiem Międzynarodowej Rady Najwyższej Zakonu jako przedstawiciel Federacji Polskiej i jej szef. Był zaangażowany w działalność polskich placówek pionu „Le Droit Humain” do ich samorozwiązania w 1938 roku.
W 1992 roku był jednym z inicjatorów odrodzenia Zakonu „Le Droit Humain” w Polsce, w ramach którego był zaangażowany w działalność loży „Piotra i Marii Curie” w Warszawie.

### Życie prywatne
Jego żoną była Elżbieta Bocheńska z domu Feinmesser (1906–1994), urzędniczka, wolnomularka i teozofka. Został pochowany na Cmentarzu Bródnowskim w Warszawie (sektor 29H, rząd 6, numer 24).

## Publikacje
- Bocheński W., Zakon Wszechświatowego Zjednoczonego Wolnomularstwa „Droit Humain”, Adam Witold Wysocki, 1997.